# Wormley (Surrey)
Wormley est un village du Surrey, en Angleterre.